# محیمین مصطفی
محیمین مصطفی (انگلیسی: Muhaymin Mustafa؛ زادهٔ ۱۰ اکتبر ۱۹۹۹) بازیکن بسکتبال اهل ترکیه است.

## حرفه
از باشگاه‌هایی که در آن بازی کرده‌است می‌توان به باشگاه ورزشی افس پیلسن اشاره کرد.